# 源有光
源 有光（みなもと の ありみつ）は、平安時代後期の武将。大和源氏の流れを汲む柳瀬流、伊勢守・源頼遠の次男。官位は従五位下・安芸守。陸奥石川氏2代当主。

## 生涯
摂津国物津荘で誕生。松千代、河内右馬之允師任、源太有光を称し、柳津に住してから柳津源太を称した。永承6年（1051年）、父・頼遠と共に源頼義に従い陸奥国に下向して安倍氏と戦うが、康平5年（1062年）、厨川柵の戦いで父を失い兵の指揮を引き継ぎ、軍功を以て従五位下安芸守に任ぜられ、『石川系図』によると奥州仙道七郡（白河、石川、岩瀬、田村、安積、信夫）の中から、石川を中心とした六十六郷の地を与えられたとされている。しかし、梅宮茂はこれは、後世の作為で『石川郡誌』がいうように、石川七郷のあやまりと解してよいと指摘している。
当初、石川荘の泉郷（いずみごう）の南、川辺（かわべ）にあった保源城へ住した。
泉郷は、阿武隈川を挟んだ西側が古代の東山道が通じ賑わっていた三条目（三城目）郷であり、賑わった土地である事からこの地を本拠地と定めた。しかし保源城は三方を急勾配に囲まれた山頂にあり、守るに堅牢な城ではあったが、水・交通の便が悪く政務・居住には不向きであった。その為、南に2キロ程の中野の地に藤田城を築くが、ここも何某か不便があり本拠とは成らなかった。
- 伝承によれば、「有光は八幡神に日夜祈りを奉げてより適した場所を探していると、蘆が三本生えるところに清水が湧き出している夢を見た。翌日、南へ向かい高台に登ると、石川郷の空に舞う鶴が、くわえていた松の小枝を落として去るのが見え、その場所を調べると夢に見たとおり蘆が三本生えており、試しに掘れば泉が湧き出すのであった。ここに城を築き、三蘆城と名付け移った。」とある。

- この築城の伝承については、泉郷から三条目郷へと阿武隈川を渡った場所に小松館跡という遺構がある。この頃、この地を広範囲に治めていたのは平小松氏であったと思われる。三条目（三城目）には、三城目城址と、タカナシ館（小松越前が築城したと伝えられる）の二つの城址があり、現在の矢吹駅の北東にも平小松氏の館があったと伝えられ、その西に築かれた袖ヶ城は有光の弟、源之丞が屋葺氏（矢吹）を名乗り城主となり、平景経の子が有光の嗣子となり継いだ。これを念頭に置けば、源有光の傘下に入った小松氏が「松の小枝」の例えで三蘆城築城に関わったと考えられるのではないだろうか。

本拠地を三芦城へ移した後に、泉郷を長男の大寺光祐に授けた。その後は、姓を石川氏と称した。
- これは出身地摂津国に有する石川荘にちなんで石川氏を名乗り、地名を石川に改めたと云う説が一つ。
- この地が古くは石川国造の治める石川国であった事から地名を名乗ったとの説がある。

また、城の場所を示した稚松を嘴える鶴を家紋とした（但し、武家の家紋使用は源平争乱の平安末期から鎌倉初期である）。
陸奥国平定の際に源頼義が勧請した京都石清水八幡宮の分霊を城内に移して氏神とし、末子・有祐を吉田兼親の義子として吉田左衛門尉と改め祭主とした。これが現在の陸奥一之宮石都々古和気神社である。
- 川辺の地には、場所を変え現在も川辺都々古和気神社が残っている。

## 系譜
- 父：源頼遠
- 母：不詳
- 正室：平忠良の娘
- 継室：吉田兼親の娘

```
石川有光┳
大寺光祐
（従五位下遠江守）━川尻光家┳光盛(光家の子孫が、
蒲田氏
や
赤坂氏
とみられている)
　　　　　 ┣
石川光平
（従五位下加賀守）━泉重光　 ┗大寺光治
　　　　　 ┣
元光（基光）
（3代目当主）
　　　　　 ┣
矢吹光孚
（
平景経
の嗣子）
　　　　　 ┣
奈目津光房
（従五位下石見守）
　　　　　 ┣長女（
平武綱
室）
　　　　　 ┣
赤坂光度
（こちらも
赤坂氏
の祖とされる）
　　　　　 ┣
成田光助

　　　　 　┣二女（早世）
　　　　　 ┣
吉田有祐
（
吉田兼親
養子、氏神神職）
　　　　　 ┗
中畠光幹
（中畑九郎光幹）
[
3
]
```